# 保祝
保祝（穆麟德轉寫：booju，？—1747年），又名作保住、保柱，字松岩，富察氏，滿洲鑲黃旗人。清初重臣米思翰之孫，馬武之子。

## 生平
監生出身，雍正元年（1723年）三月，以監生授職侍衛處三等侍衛。
四年（1726年）三月，充乾清門侍衛。
五年（1727年）四月，襲世管佐領。
九年（1731年）十一月，擢充御前侍衛。
十二年（1734年）十二月，襲三等輕車都尉。
十三年（1735年）十一月，授鑲紅旗漢軍副都統。
乾隆元年（1736年），調正黃旗滿洲副都統。
二年（1737年）三月，以副都統差充西寧辦事大臣。閏九月，疏言：「多倫尼托克安圖等七族，及因察族、哈爾受族又遣赴西寧交馬價銀並帶貿易之貨，行至茶戶，遇郭洛克格爾側等賊番掠去銀貨，並傷從人。今多倫尼托克圖安等族願將掠去馬價即行補交，因察族亦隨後補解。臣查郭洛克格爾側番族係四川松潘鎮所轄，已咨川督訪緝究擬。至多倫尼托克安圖等族係新附番民，中途被劫，隨即補交，其向化輸誠洵屬可嘉，請將該番今年應貢馬價，仰邀聖慈寬免，以卹遠番，其補交銀兩准抵次年正供。」奏入，乾隆帝上諭：「所奏甚是。」獲准施行。十月，疏言：「西寧所隸之番民四十族零居錯處，遠近不齊，每歲因輸馬價銀赴西寧者，每族不過數人，而川省所轄之郭洛克邊界乃必由之道，人單勢弱，間被劫殺。請嗣後馬價銀兩年彙貢一次，至應貢年，令各番族預傳，就所居遠近，分兩起結伴同行，仍按其族分大小、貢馬多寡，每起以五六十人為率，可無劫殺之慮，並免每年跋涉。」交總理事務王大臣議決施行。十一月，被召回京。
三年（1738年）四月，署理馬蘭鎮總兵。十二月，調署廣東提督。
四年（1739年）十一月，實授廣東提督。八月，奏陳：「惠州府連日大雨，山水驟湧，河流髙二丈，倒灌入城，兵民房屋多浸塌。臣會同道、府，分別瓦房、草房，酌給銀兩，隨時修復。又衝塌兵房七十間，請撥從前買馬價內存剩之項，估值量給，使被水之兵得寬裕料理。」乾隆帝同意之。
六年（1741年）七月，潮陽縣民因暫止平糶，罷市三日，隨後嘉應州土豪攔截採買穀船四十餘艘，保祝將實際情形具奏。乾隆帝認為此風不可長，諭巡撫王安國嚴究勿縱。王安國隨後奏報，分別首從人犯，定擬如律。保祝疏言：「今歲雨澤未勻，早稻豐歉不一。地方官固曾開倉平糶，但於五月中旬即以早稻將登，並未計及秋成如何，遽行停止。以致米價日昂，愚民自羅法網，請糶阻攔，若非疊遣營員彈壓開導，幾至莫遏。夫倉儲原備民間不足，倘以五月即停為例，不顧民間，何用豫備？現在早稻薄收，晚禾甫插，宜豫將應糶、應卹，分別辦理。」報聞。八月，奏報永安、歸善二縣遭受水災。上諭保祝：「地方官設有料理不妥、百姓不得實惠之處，據實奏聞。」十月，奏報瓊州缺乏糧食，應飭令相關官員動用公款採買或招商轉運接濟；乾隆帝命保祝通知總督慶復隨時留心。十一月，疏言：「練兵除常期操演外，每歲秋冬率弁兵於隨近山原往來馳逐，使士卒習勞。」上諭：「此固美舉，然不可擾累地方也。」
七年（1742年）十月，調任直隸提督。
九年（1744年）二月，奏報：「喀爾喀蒙古王子德木楚克遣護衛巴達瑪等關領俸銀，巴達瑪私帶硝磺出口，並於駝駄內搜出銅條、鐡塊，解刑部收審。至蒙古原關俸銀及所帶駝駄，飭令中軍同守關滿漢官兵照數查明，交原人收管，備文押解理藩院查收辦理。」得旨嘉奬。四月，奏報患病。乾隆帝命御醫馳驛至古北口診治，獲准解任調養。
十年（1745年）十月，起授正紅旗蒙古都統。
十二年（1747年）四月，卒於任上。乾隆帝賜葬銀800兩，謚恭簡。

## 家庭及關連
- 曾祖父：哈什屯，爵一等男，官至太子太保、內大臣、議政大臣。
- 祖父：米思翰，爵一等男，官至戶部尚書、議政大臣。
- 父：馬武，爵三等輕車都尉，官至領侍衛內大臣。
- 子：傅景（富景），驻藏大臣，西宁办事大臣。